# 경주 월성
경주 월성(慶州 月城, 영어: Wolseong Palace Site, Gyeongju)은 신라의 법궁으로, 오늘날 대한민국 경상북도 경주시 인왕동에 위치했다. 지형이 초승달처럼 생겼다하여 신월성 또는 반월성이라 불렀으며, 당대에는 임금이 사는 성이라는 의미의 재성在城이라고 부르기도 하였다. 조선시대부터 반월성이라고 불려 오늘날에 이르게 되었다. 2017년부터 발굴조사중이며, 발굴결과 101년(파사왕 22년)에 건립되었다는 기존 기록과 달리 4세기 중엽부터 쌓기 시작해 5세기 초에 이르러 완공된 것으로 확인되었다. 1963년 1월 21일 대한민국의 사적 제16호로 지정되었다.

## 역사
初赫居世二十一年, 築宮城, 號金城. 婆娑王二十二年, 於金城東南築城, 號月城, 或號在城, 周一千二十三步, 新月城北有滿月城, 周一千八百三十八步. 又新月城東有明活城, 周一千九百六步. 又新月城南有南山城, 周二千八百四步. 始祖已來處金城, 至後世多處兩月城.

 
처음 혁거세 21년(기원전 39년)에 궁성을 쌓아 이름을 금성(金城)이라 하였다. 파사왕 22년(101년)에 금성 동남쪽에 성을 쌓아 월성(月城) 혹은 재성(在城)이라고 불렀는데, 둘레가 1천 23보였다. 신월성(新月城) 북쪽에 만월성(滿月城)이 있는데 둘레가 1천 8백 38보였다. 또 신월성 동쪽에 명활성이 있는데 둘레가 1천 9백 6보였다. 또 신월성 남쪽에 남산성이 있는데 둘레가 2천 8백 4보였다. 시조 이래로 금성에 거처하다가, 후세에 이르러서는 두 월성에 많이 거쳐하였다.
 — 《삼국사기》 권34 잡지3 지리1
삼국사기에서는 101년(파사 이사금 22년)에 월성을 쌓았다고 전하나, 2021년의 발굴조사 결과 문헌 기록과 약 250년 차이 나는 4세기 중엽부터 쌓기 시작해 5세기 초에 이르러 완공된 것으로 확인되었다.

### 금성과 월성
월성이 어느 특정 시점부터 멸망에 이를 때까지 오래도록 신라의 왕궁으로 기능하여 온 것은 분명하다. 하지만 언제부터 월성이 왕궁으로 자리한 것인지는 뚜렷하지가 않다. 사기 지리지에 의하면 신라의 궁성이 크게 금성에서 월성으로 변화하였는데, 금성金城의 실체가 어떠한 것이었는가에 대해선 아직 논의의 영역이다.:45
신라에서 처음 왕궁으로 기능한 것은 금성이었음이 분명하다. 《삼국사기》 〈신라본기〉에 의하면 금성은 시조 기원전 37년(혁거세 거서간 21년)에 왕성京城을 처음 축조하면서 붙여진 이름이다. 바로 얼마 뒤인 기원전 32년에는 경성(금성)의 내부에다가 따로 궁실을 조영했다고 한다. 이 두 기록을 합쳐서 이해하면 금성이라 불린 왕성의 내부에 따로 왕궁이 두어진 사실이 확인된다.
금성의 위치로는 월성 남쪽, 남산 북쪽기슭에 남천이 해자처럼 감싸고 흐르는 아랫인왕(下仁旺) 들판으로 비정하는 견해가 있다. 이 곳은 금성 위치에 관한 기록 3건에 모두 부합한다. 『삼국사기』 신라본기에서 계림이 금성 서쪽에 있었다는 것과, 금성북쪽의, 소천구(疏川丘)라고도 부르는 양정구(壤井丘)에 탈해왕릉이있었다는 것, 동국여지승람에서 경주읍성 동쪽 4리 지점에 있었다는 기록이다. 이 곳이 신라 건국초기 유적에 둘러싸여 있다는 점도 주장을 뒷받침한다.
이후 금성 관련 기록은 5세기 후반에 이르기까지 단편적 형태로나마 이십여차례에 걸쳐서 줄곧 나타나거니와 그럴 때마다 왕성과 함께 이따금씩 왕궁의 의미로 혼용되고 있다. 하지만 실제로 금성은 왕성이지, 왕궁은 아니었다는 것이 학계의 중론이다. 6세기 이후 신라가 멸망하는 10세기까지 금성이란 용어는 계속해서 사용되었지만, 이때는 신라의 왕경(수도) 자체를 가리키지 위함이지 왕궁의 의미로는 사용되지 않은 것은 그런 실상과 맥락을 같이한다. 이와 같은 측면에서 6세기 이전의 금성도 역시 왕성을 지칭함이 본질이었다. 이때의 금성은 원래 서라벌, 사로등 신라의 고유어에 기반한 한문 표기로 추정된다.
월성과 관련해서는 다음과 같은 기록이 처음으로 등장한다. 
 二十二年 春二月 築城名月城 秋七月 王移居月城

 
22년 봄 2월, 성을 쌓고 월성이라 이름했다. 가을 7월에 왕이 월성에 옮겨가 살았다.
 — 《삼국사기》 〈신라본기〉 파사 이사금조
즉 《삼국사기》에 의하면 101년(파사 이사금 22년)에 성을 쌓고 금성에서 이곳으로 도성을 옮겼다는 것이다. 위의 기사를 앞서 언급한 사실과 아울러서 살피면 왕궁이 좁은 의미의 ‘금성’으로부터 월성으로 옮겨진 셈이 된다. 즉 이때부터 월성이 본격적으로 왕궁으로 기능하기 시작한 것이었다. 이후 월성 관련 기록이 이따금씩 보이지만 이들은 모두 왕궁(宮)이었을 뿐, 왕성(城)의 의미로서 사용된 사례가 전혀 없다는 것이 특징이다. 월성이란 용어는 금성과는 다르게 시종일관 왕궁으로서만 사용된 것이었다. 이후 월성과 함께 금성이 기록상 계속 나타나더라도 양자 사이에는 아무런 모순성을 보이지 않는 것도 이러한 맥락에서 이해된다. 월성은 계림鷄林과 마찬가지로 ‘닭’을 훈차 표기한 데서 유래한 명칭으로 여겨진다.
이상과 같이 왕성인 금성 내의 왕궁은 어느 시점부터 월성으로 옮겨졌음을 확인할 수 있다. 다만, 신라본기 초기기록의 기년을 액면 그대로 받아들을 수 없는 실정을 감안하면 따로 월성이 왕궁으로 기능한 시점을 특정하기란 힘든 노릇이다. 따라서 이에 대해 여러 학자가 서로 다른 주장을 벌여오고 있다. 이에 대해 주보돈 교수는 국가의 발전 단계와 고총의 형성시기를 고려했을 때 고총이 조영되기 시작한 4세기 무렵에 월성이 왕궁으로 기능했을 것이라고 말한다. 이외에 김낙중, 여호규, 김병곤 등은 5세기 무렵부터 월성이 왕궁으로 기능했을 것이라 본다. 특히 김병곤은 내물 마립간부터 소지 마립간 10년까지 단계적으로 금성에서 월성으로 왕이 이전했다고 보았다.:102-132
기록에 따르면 월성의 주인공은 여러 차례 바뀌었다. 맨 처음에는 왜계 사람인 호공이 소유하였다가 얼마 뒤에는 바깥으로부터 경주분지로 진입한 석탈해의 점유가 되었다. 특이하게도 외부 세계로부터 사로 지역으로 진입한 새 이주민이 교대로 월성을 장악하였다는 것은 서로 점거하기 위해 다툴 만한 대상지로써 이곳이 갖는 중요성을 시사해주는 증거로 채택된다. 그 뒤 박씨인 파사 이사금이 월성을 축성한 사실은 곧 패권 장악과 함께 석씨 족단으로부터 넘겨받았음을 뜻하는 것으로도 여겨진다. 마침내 정치적 주도자로 새롭게 부상한 김씨 마립간이 신라왕조의 건설에 성공하자 그 표상으로서 자신들의 원래 거소 대신 월성을 왕궁으로 삼게 된 것이라고 주보돈 교수는 주장한다. 결과적으로 월성은 사로국 및 신라의 패권을 장악한 자의 몫이 되었다.
문무왕 때에는 동궁과 월지·첨성대 일대가 편입되어 성의 규모가 확장되었다.

## 형태
성의 동·서·북쪽은 흙과 돌로 쌓았으며, 남쪽은 절벽인 자연지형을 그대로 이용하였다. 동, 서, 북쪽 성벽 밑으로는 물이 흐르도록 인공적으로 마련한 방어시설인 해자가 있었으며, 동쪽으로는 경주 동궁과 월지로 통했던 문터가 남아있다. 성 안에 많은 건물터가 남아있으며, 1741년에 월성 서쪽에서 이곳으로 옮겨온 석빙고가 있다. 누각, 관청, 왕궁과 같은 여러 건물들이 있었다.
확장된 월성, 즉 신라 궁궐의 영역에 대해서는 박방룡, 이상준, 양정석 세 학자의 연구가 주목된다. 이들은신라 왕궁의 동측과 남측 경계에 대해서는 의견의 일치를 보이고 있으나 서측과 북측 경계에 대해서는 미묘한 차이를 나타내고 있다. 이는 북측 경계를 정확히 확인할 만한 발굴조사가 이루어지지 않은 점에 기인한다. 해자역할이 방어에서 통로 주변의 조경으로 변화하고, 해자 주변의 건물지 중에서는 왕궁과 관련된 관청이나 제사의식을 행하던 것으로 추정되는 건물지가 확인되는 점 등에서 신라 왕궁은 시간이 지남에 따라 확장된 것으로 여겨진다.:38
| 구분         | 동측 경계                                                                               | 서측 경계                                                 | 남측 경계                                                        | 북측 경계                                                           |
| ------------ | --------------------------------------------------------------------------------------- | --------------------------------------------------------- | ---------------------------------------------------------------- | ------------------------------------------------------------------- |
| 박방룡(1996) | 경주박물관 부지 내의 남북방향의 도로유구와 황룡사지 서편 남북방 향의 도로유구를 이은 선 | 월정교 남북축을 기준으로 한 남북 방향 연장선              | 남천(문천) 동편 경계-일정교의 동서축을 기 준으로 동서방향 연장선 | 동궁과 월지 북편을 기준으로 동서 방향의 연장선                      |
| 이상준(1997) | 경주박물관 부지 내의 남북방향의 도로유구와 황룡사지 서편 남북방 향의 도로유구를 이은 선 | 28호, 29호, 30호분의 묘역 동단을 기준으로 남북방향 연장선 | 남천(문천) 동편 경계-일정교의 동서축을 기 준으로 동서방향 연장선 | 첨성대와 27호분 사이 공간을 지 나 동궁과 월지 북편까지              |
| 양정석(2014) | 경주박물관 부지 내의 남북방향의 도로유구와 황룡사지 서편 남북방 향의 도로유구를 이은 선 | 28호, 29호, 30호분의 묘역 동단을 기준으로 남북방향 연장선 | 남천(문천) 동편 경계-일정교의 동서축을 기 준으로 동서방향 연장선 | 서편경계-첨성로 동편경계-선덕 여고 남단을 기준으로 동서방향 연 장선 |

## 건축물
현재는 1741년에 세워진 석빙고 외에는 남아있지 않다. 아래의 건축물은 모두 기록에 등장하는 것이다.

### 전각
- 조원전(朝元殿): 왕이 정무를 보거나 의례를 진행한 장소. 정전(正殿)으로 추정되기도 한다. 651년(진덕여왕 5년)에 신년 축하의 예를 가진 곳이었으며, 그외에도 806년(애장왕 7년) 등에 일본의 사신을 맞이한 장소이다. 재난이 닥쳤을때 이를 물리치는 의식이 열리기도 했다.[22][23]
- 숭례전(崇禮殿): 연회와 사신 접견등에 사용한 장소이다. 807년(애장왕 8년)에 음악을 감상하고, 814년(헌덕왕 6년)에 잔치 기록이 등장한다.[22]
- 내황전(內黃殿): 일본의 만파식적 요구를 거절한 뒤 보관한 장소이다.
- 강무전(講武殿): 677년(문무왕 17년)에 왕이 강무전 남문에서 활쏘기를 관람하였다.
- 평의전(平議殿): 811년(헌덕왕 3년)에 처음으로 왕이 평의전에 나가 정사를 돌보았다.
- 서란전(瑞蘭殿): 왕비가 거주하던 전각으로 추정된다.

### 누각
- 고루(鼓樓): 655년(태종무열왕 2년)에 세워 북을 달아두었다.
- 망은루(望恩樓): 794년(원성왕 10년)에 세웠다.
- 명학루(鳴鶴樓)
- 월상루(月上樓)

### 기타
- 내전(內殿): 향을 피우며 도를 닦던 분수승(焚修僧)이 있었다.
- 물장고(物藏庫): 521년(첨해 이사금 5년)에 글씨를 잘쓰고 계산을 잘하는 이에게 사무를 맡겼다.
- 천존고(天尊庫): 만파식적을 보관하던 곳이다.

## 조사

### 일제강점기
최초의 고고학적 조사는 1902년에 일본 정부의 명령을 받은 세키노 다다시에 의해 시작되었다. 당시 그는 월성의 위치와 형태를 확인하는 등 실태를 파악하는 데에 중점을 두었고, 성벽의 형태와 규모, 성내 지반의 높이가 바깥 쪽보다 높다는 점 그리고 석빙고의 형태와 비문 등을 서술했다. 또한 흙으로 쌓은 성벽 위에 낮은 담장인 여장女墻을 축조했을 것이며, 내부에 왕궁, 부속 관아가 있었고, 사면에 성문을 설치하였을 것이라 추측했다.:100 이 때의 조사는 1909년에 완료되었다.

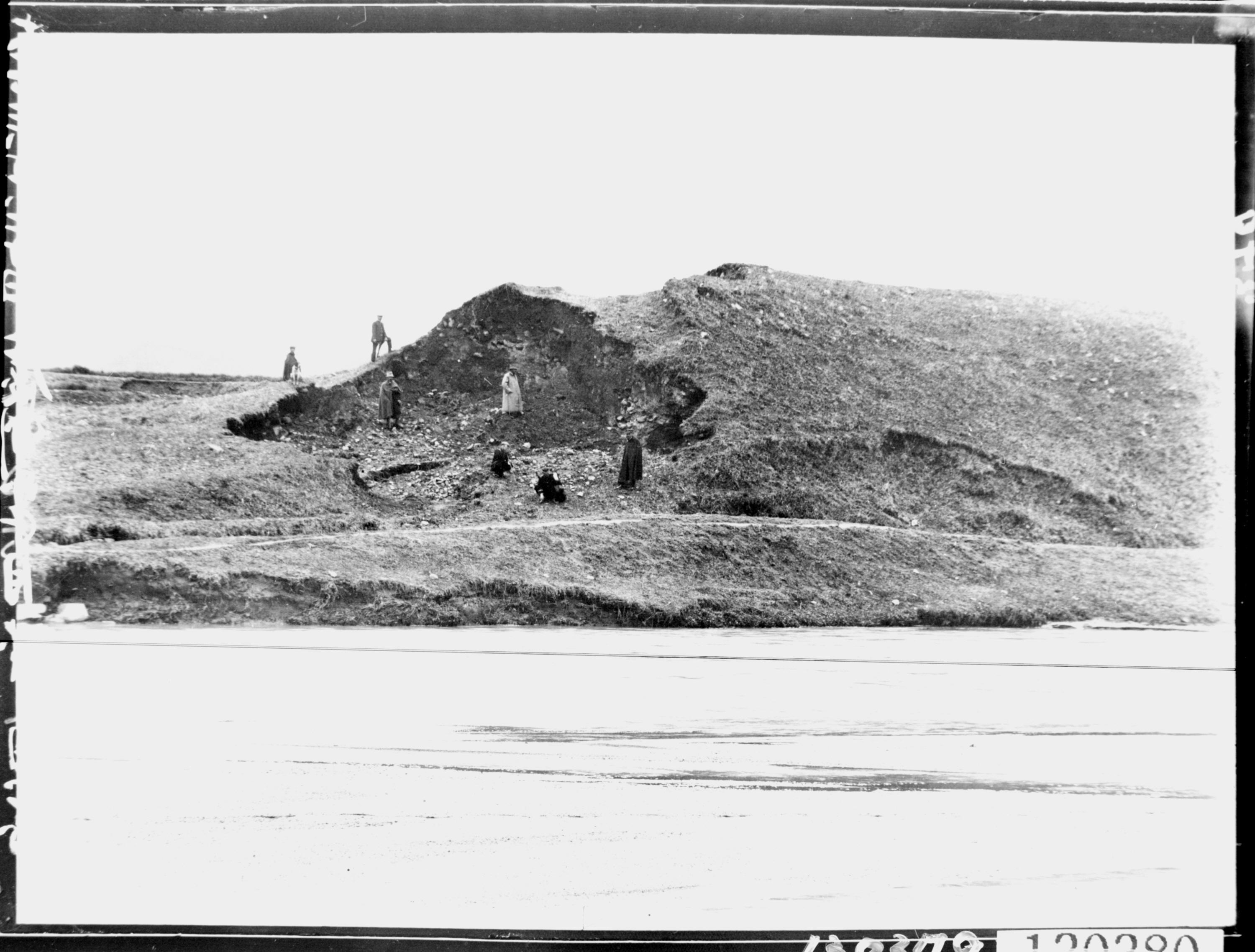
1914년 도리이 류조 연구팀이 촬영한 경주 월성 성벽 아래의 교동 조개 무덤을 조사하는 사진.

월성은 이어서 1914년 4월 도리이 류조에 의해 다시 조사되었다. 이 조사는 월성에 대한 최초의 고고학적 발굴조사로 인식된다. 그런데 이 조사의 목적은 월성의 실체 확인보다 선사 시대 유적의 존재 여부를 밝히는데 있었다. 따라서 월성 자체의 조사는 월정교 부근의 남성벽을 잘라 선사시대의 흔적을 찾은 정도로 마감되었다.:100 이 때 성벽 하부 5개 층위가 확인되었으며, 골촉, 골침, 탄화곡물, 토기편 등이 출토되었다.:28 이후 1917년에 약 한 달간 진행했던 발굴조사 역시 월성이 축조되기 이전인 선사시대에 초점을 맞추어 진행한 것으로 여겨진다.:100
한편 1922년에는 후지타 료사쿠藤田亮策, 우메하라 스에지梅原末治, 고이즈미 아키오小泉顯夫가 다시 한 번 월성을 조사했다. 이들은 신라의 대표 유적을 조사하면서 도리이 류조가 발굴 조사한 지점을 중심으로 성벽 아래 유적을 조사했다. 이후 후지시마 가이지로는 1929년에 도쿄제국대학의 명령에 의해서 약 2주 동안 경주 일대를 조사했다. 건축사적으로 접근한 조사이기는 하지만, 이 조사에서 처음으로 월성을 역사적인 유적으로 인식하는데 성공했다. 《삼국유사》와 《삼국사기》에 등장하는 월성 관련 기사를 검토하여 그 연혁과 건물의 이름에 대해서 고찰하였고, 그것을 단행본인 《조선건축사론朝鮮建築史論》과 학술지인 〈건축잡지建築雜誌〉 에 게재했다.:100
또한 아리미쓰 교이치有光敎一는 조선총독부박물관에 소속되어 근무하면서, 도리이 류조와 우메하라 스에지의 자료를 열람하는 한편 도리이 류조와 함께 월성 조사를 했었던 사와 준이치澤俊一의 설명을 들으며 월성의 정보를 수집했다. 월성의 정보를 섭렵하는 과정에서 그는 토기의 변천에 대해 주목했는데, 월성 출토 토기를 도리이 류조가 구분한 성벽의 상층과 하층, 그리고 최하층이라는 세 집단으로 구분하는데 동의하며, 각각의 층위에서 출토된 토기의 변화를 정리했다. 하지만 도리이 류조의 한반도 토기 자체 발달설에는 이견을 보이며, 금속기와 함께 대륙에서 전래된 요법에 의한 것으로 주장하기도 하였다.:100

### 해방 이후
해방 이후 월성과 그 주변 유적에 대한 발굴은 경주관광개발사업의 일환으로 월성에 대한 학술자료 확보 및 유적 정비의 기초 자료를 구축하기 위한 목적에서 실시되었다. 발굴조사는 국립경주문화재연구소의 전신인 문화공보부 문화재관리국 산하의 국립문화재연구소 경주고적발굴조사단에서 수행하였다. 조사기간은 1979년 10월부터 이듬해인 1980년 5월까지 약 8개월이다.:22:100 1979~1980년 동문지 발굴조사 과정에서 월성 동쪽 성벽에 대한 조사를 진행하여 자연석이 성의 체성부體城部를 따라 놓여있거나 무질서하게 산재된 상태로 확인되었다.:30 또한 정면 1칸 측면 2칸의 동문지 유구가 확인되었고, 성벽 토층과 석축해자도 발견되었다.:28

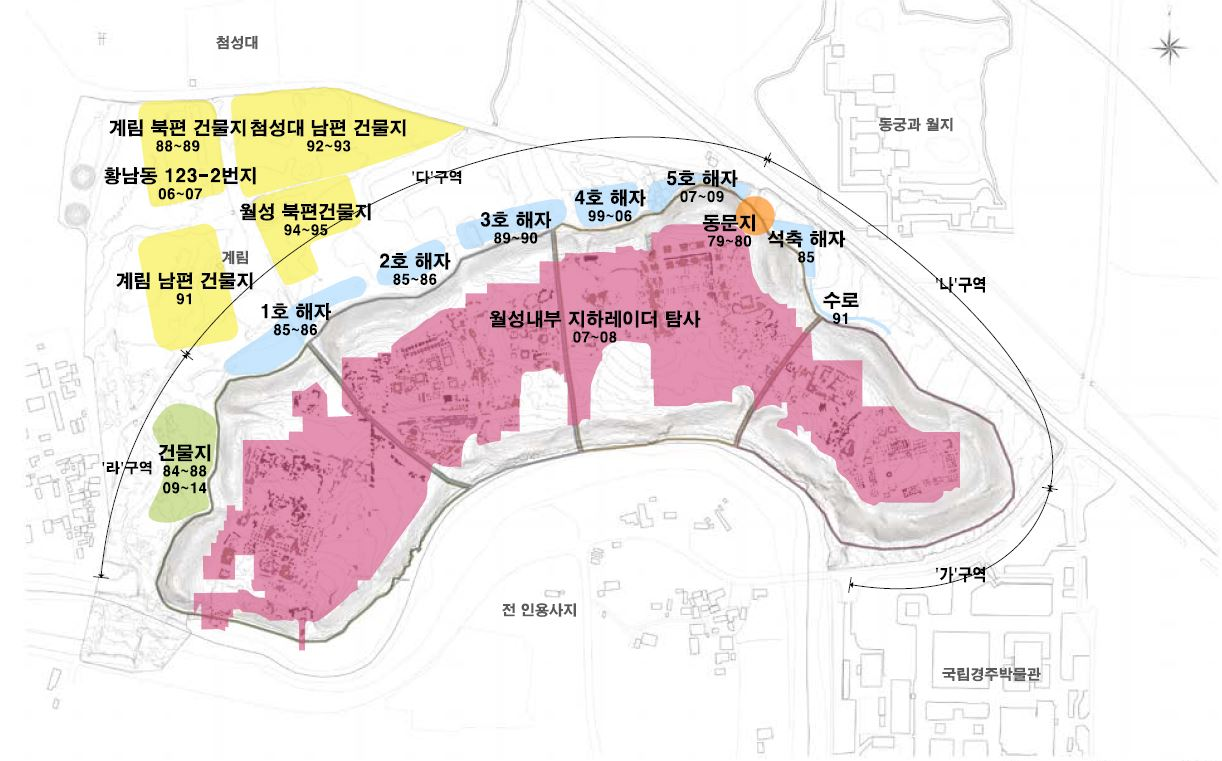
2018년까지의 월성 주변 유적 조사를 위한 구획 지정 상황.

이후 국립경주문화재연구소에 의해 1984년부터 월성 해자에 대한 연구가 진행되었다. 1984년부터 1985년까지는 시굴조사를 통해 15구의 인골과, 목간, 토기, 기와 등을 출토하였다. 이후 1985년부터 1989년까지 5년간에 걸쳐 월성 외곽의 동-북-서편 일대를 대상으로 조사하였는데, 편의상 동쪽에서 서쪽으로 ‘가’, ‘나’, ‘다’, ‘라’, ‘계림북편지구’로 구분하였고 그 중 ‘나’, ‘다’, ‘라’구역에서 석축해자가 조사되었다. ‘나’구역에서는 석축이 설치된 가장자리와 내부의 일부만을 제토하는 수준에서 조사가 실시되었다. ‘다’구역에는 1·2호 해자와 외측에 주축이 해자와 같은 방향인 건물지 수 동이 확인되었다. ‘라’구역은 월성 서쪽으로서 이곳에서도 석축해자가 부분적으로 확인되었고, 석축해자 1·2호 해자의 뻘층 아래 바닥에서 확인된 자갈 섞인 청회색의 모래층이 확인되었는데 뻘층이 형성된 것으로 파악되었다. 이렇게 계림 남편에서부터 조사된 해자를 1호 해자라 명명하고 월성 동쪽으로 조사가 진행되면서 확인된 해자를 각각 2호, 3호, 4호, 5호 해자라 부르게 되었다.:41 이후 2014년까지 ‘다’구역 1~5호 해자를 발굴조사하고, 계림 북편, 첨성대 남편, 월성 북서편 건물지를 확인하는 성과를 거두었다.:28
월성 내부에 대한 조사는 역시 국립경주문화재연구소의 주도하에 2003년부터 본격적으로 이루어졌다. 2004년까지 월성 주변 지표조사를 통해 월성 및 주변의 현황 파악했는데, 70여기의 초석과 우물지, '재성在城'이라고 적힌 기와 등을 출토했다. 2007년에는 지하레이더탐사(GPR)를 통해 전체 양상을 확인했는데 지하에 수많은 건물지들이 존재함이 드러났다. 2013년에는 발굴조사 타당성 검토, 발굴조사 계획, 유적정비현황 연구 등을 정리한 《경주 월성 보존정비정책연구 종합보고서》를 발간하였다. 그리고 2014년 12월부터 월성 내부에 A에서 D까지 4개 지구를 설정하고, 월성 내부 중앙지구에 해당하는 C지구에 대한 시굴조사를 2015년 3월까지 진행하였다.:28 이후 성벽과 문지로 추정되는 A지구와 월성을 방어하기 위해서 조영된 해자지구에 대한 발굴조사를 진행하고 있다.:100
이후 2015년부터 월성 서성벽에 대한 정밀 발굴 조사를 착수하여 성벽 조성과정과 변화양상을 파악하기 위한 연구가 진행되고 있다.

## 유적

### 성곽
월성 성벽은 흙으로 만든 토성인데, 일정 간격으로 나무 말목을 박은 지정(地釘)공법과 목재, 식물류를 층층이 깐 부엽(敷葉)공법 등 기초부 공사를 통해 월성 지형의 연약한 지반을 보강하였다. 이후, 본격적으로 성벽 몸체를 만드는 체성부 공사에서는 볏짚·점토 덩어리·건물 벽체 등을 다양한 성벽 재료로 사용하여 높고 거대하게 만드는 토목 기술이 확인되었다. 너비 약 40m, 높이 10m 이상으로 추정하며, 성벽 최상부에는 사람 머리 크기 만한 돌이 4~5단가량 무질서하게 깔려 있었다. 이는 흙이 아래로 흘러내리는 것을 막기 위한 기능으로 보이며, 월성의 특징 중 하나이다.

#### 동성벽
문지 동쪽에서 10m 떨어진 곳을 조사한 결과 축석면에서 45cm 아래에 축성 시 보강을 위해 쌓은 것으로 추정되는 자연석이 성의 체성부를 따라 놓여있거나 무질서하게 산재된 상태로 확인되었다. 석축 아래 외곽쪽으로 넓적한 자연석을 몇 단씩 켜로 쌓아 체성부를 따라 정렬한 석단이 확인되었고, 이곳에서 10m 외곽 지점에 마주보는 석축이 같은 방식으로 쌓여있었다고 한다. 성벽 아래의 바깥쪽에는 성벽 방향을 따라 자연석을 이용하여 쌓은 석축해자가 설치되었음이 확인되었다.:40

#### 동문지
동문지는 1979년부터 1980년까지 약 8개월간의 발굴을 통해 확인하였다. 문은 성 위 높은 곳에 위치하고 동쪽으로 기울어진 북향으로 되어 정면 1칸, 측면 2칸의 구조였음이 확인되었다. 남아있는 초석으로 볼 때, 규모는 주칸은 정면 4.7m, 측면 4.7m를 2칸(8척×2)으로 나눈 형태이다. 기단은 전면 길이 6.7m, 측면 길이 6.7m 인 정방형의 평면 형태였다. 초석은 1면이 70cm되는 각석 윗면에 원형 주좌를 치석하였는데, 각 귀기둥 초석에는 고막이가 동서변을 따라 내향하고 있으며, 동변의 중앙 초석은 사각형 주좌柱座에 고막이가 놓일 자리를 판 흔적이 문 쪽으로 나있다.

#### 남성벽
남성벽의 일부가 1914년에 도리이 류조의 발굴단에 의해 조사되었다.:40

#### 서성벽
서성벽은 A지구 발굴과 함께 이루어졌다. 축조연대는 5세기 전후로 판단되며, 국내에서 최초로 성벽을 쌓는 과정에서 사람을 제물로 사용한 제의의 흔적이 확인되었다. 인골은 성벽을 본격적으로 쌓기 직전인 기초층에서 두 구가 출토되었다. 한 구는 정면으로 똑바로 누워 있고, 다른 한 구는 반대편 인골을 바라보게끔 얼굴과 한쪽 팔이 약간 돌려져 있다. 두 구 모두 얼굴 주변에 나무껍질이 부분적으로 확인되었다. 서문지의 존재도 확인되었다.
서성벽의 축조 연대를 가속질량분석기로 분석한 결과 문헌 기록과 약 250년 차이 나는 4세기 중엽부터 쌓기 시작해 5세기 초에 이르러 완공된 것으로 확인되었다.

### 해자

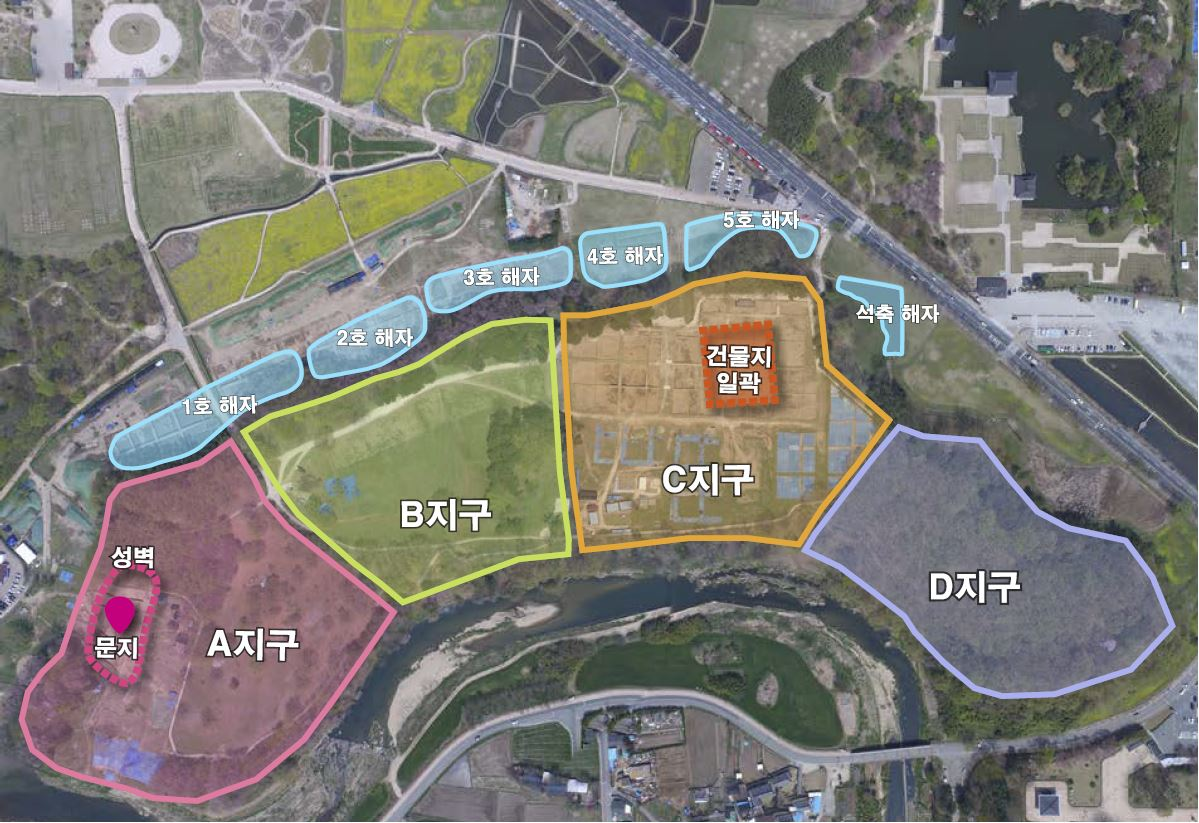
2014년에 설정한 월성 조사 구역이다. 각 해자의 위치가 보인다.

해자의 경우 2015년 12월부터 2021년까지 내부 정밀보완조사가 진행되어왔는데, 조사 결과 해자가 약 500년 동안 수혈해자에서 석축해자로의 변화를 거치며 지속해서 사용되었다는 사실이 확인되었다. 수혈해자는 월성 성벽을 둘러싼 최초의 해자로서, 성벽 북쪽에 바닥층을 U자 모양으로 파서 만들었으며, 해자 가장자리가 유실되거나 이물질을 막기 위한 판자벽을 세웠다. 이 때 판자벽은 약 1.5m간격 나무기둥을 박고 두께 약 5cm의 판자를 세우는 방식으로 조성하였다.
석축해자는 수혈해자 상층에 석재를 쌓아올려 조성하였으며, 독립된 각각의 해자는 입‧출수구로 연결되어 있다. 해자는 시간이 가면서 다시 쌓거나 보강하면서 폭이 좁아졌으며, 내부 토층별 출토 유물을 분류해본 결과 수혈해자는 5~7세기, 석축해자는 8세기 이후 사용된 것으로 판단된다.
월성 성벽과 해자의 조성 순서를 확인한 결과, 성벽을 먼저 쌓고 이후 최초의 수혈해자를 팠던 것이 확인되었다. 이후 성벽과 해자를 다시 쌓거나 보수하는 과정을 거치면서 성벽 경사면에 해자의 석축호안을 쌓는 등, 유기적으로 축조했던 것을 확인할 수 있었다.
여기서 다양한 토우와 목간 등이 출토되었다. 또한 동물뼈, 식물유체, 목제유물 등 다양한 자료들이 해자에서 출토되었다. 동물뼈는 돼지, 소, 말, 개가 가장 많이 출토되었다. 특이한 것은 곰의 뼈가 출토된 것이다. 곰은 신라 시대 유적에서 최초로 확인된 동물유체로서, 유입과정과 사용례에 대해서는 앞으로 더 연구가 필요하다. 또한, 멧돼지나 개의 머리뼈를 절단‧타격한 흔적, 작은 칼과 같은 도구로 다듬은 흔적에서 도살과 해체 작업을 엿볼 수 있었다. 소의 어깨뼈에 새긴 동그란 흔적을 통해 뼈 자체를 사용하고자 했던 것을 확인할 수 있다.
식물유체는 식물의 줄기와 잎, 열매, 씨앗 등으로 분류된다. 씨앗류가 가장 많이 출토되었으며, 그중에서도 특히, 가시연꽃 씨앗이 가장 많았다. 가시연꽃은 환경에 민감하게 반응하는 식물로, 당시 해자 내 물의 흐름, 깊이, 수질 등을 추정할 수 있는 자료가 된다. 또한, 곡류, 채소류, 과실류의 씨앗이 양호한 보존 상태로 확인되고 있어 당시 식생활을 복원하는데 사용될 수 있다.
목제유물은 빗, 국자, 목제그릇, 칠기 등의 생활도구, 나무와 나무를 잇는 건축재료 등 다양하다. 얼레빗은 손칼刀子, 작은 톱 등으로 정교하게 제작한 흔적을 찾을 수 있어 제작 기법 뿐 아니라 제작도구를 추정할 수 있는 중요한 자료다. 또한, 검은 색과 붉은 색으로 채색하고 손잡이를 나무못으로 부착한 목제품과 붉은 색으로 채색된 목제품 등도 출토되었다.

### 토우
해자에서 흙으로 형상을 빚은 토우土偶들이 여럿 출토됐는데, 모양은 사람과 동물, 말 탄 사람 등 다양하다. 특히 그중에 소그드인으로 추정되는 토우가 출토되었다. 이 터번 토우는 눈이 깊고, 끝자락이 오른쪽 팔뚝까지 내려오는 터번을 머리에 두르고 있다. 팔 부분이 소매가 좁은 카프탄을 입고 있으며 허리가 꼭 맞아 신체 윤곽선이 드러나고 무릎을 살짝 덮은 모양인데, 당나라 시대에 호복胡服이라고 불리던 소그드인 옷과 모양이 유사하여 페르시아 복식의 영향을 받은 소그드인으로 추정해 볼 수 있는 근거가 된다. 6세기 토우로써 추정되기 때문에 현재까지 출토된 소그드인 추정 토우 중 가장 이른 시기로 판단된다.

### 목간
2015년부터의 해자 정밀보완조사과정에서 총 7점의 목간이 나왔다. 이들 목간을 통해 목간 제작 연대와 해자를 사용한 시기, 신라 중앙정부가 지방 유력자를 통해 노동력을 동원‧감독했던 사실, 가장 이른 시기의 이두 사용이 확인되었다.
‘병오년(丙午年)’이라고 적힌 목간은 월성해자 출토 목간 중 정확한 연대가 최초로 확인된 것으로, 병오년은 60년 만에 한 번씩 돌아오기 때문에 법흥왕 13년(526년)이나 진평왕 8년(586년)으로 추정한다. 이는 월성의 사용 시기를 확정할 수 있을 뿐 아니라, 6세기 신라의 활발한 문자활동도 증명해주는 증거물로 채택된다.
지방민에게 주어지던 관직을 의미하는 ‘일벌一伐’, ‘간지干支’라고 적힌 목간은 노동을 의미하는 ‘공功’과 함께 연결되어 왕경 정비 사업에 지방민이 동원되었고 그들을 지방 유력자가 감독하였음을 보여준다. 이는 6세기 동안 이루어진 진흥왕 12년(551년)의 명활산성 축성, 진평왕 13년(591년)의 남산산성 축성 등의 큰 공사에 신라 중앙정부가 지방에 행사한 통제력을 가늠해볼 수 있는 근거로 여겨진다. 또 다른 목간에 적힌 글자인 ‘백견白遣’은 이두의 ‘ᄉᆞᆲ고’, 즉 ‘사뢰고(아뢰고)’라는 의미이며, 신라 왕경 내에서는 가장 이른 시기의 이두로 판단된다.
이 외에도 《삼국사기》에서 확인되지 않은 새로운 관직명인 ‘전중대등典中大等’, 유교가 퍼져 중국 주나라 주공을 모방하여 이름을 지은 것으로 보이는 ‘주공지周公智’, 당시의 동물과 식생활을 추정할 수 있는 ‘닭鷄’과 ‘꿩雉’ 그리고 ‘안두安豆’ 등의 글자가 적힌 목간도 확인되었다.

### 인골
2017년에 서성벽 발굴 과정에서 인골 2구가 확인되었다. 성벽을 쌓는 과정에서 인골이 확인된 국내 사례는 월성이 최초이다. 주거지 혹은 성벽의 건축과정에서 사람을 제물로 사용한 습속은 고대 중국의 상나라에서 성행하였던 것으로 알려져 있다. 우리나라에서는 지금까지 제방이나 건물의 축조와 관련된 인주(人柱) 설화로만 전해져 오다가 이번에 그와 같은 사실이 고고학적으로 확인된 셈이다.
현재는 발굴된 이들 인골을 대상으로 자연과학적 연구를 하고 있는데, 예를 들어 인골의 성별‧연령 등을 확인하기 위한 체질인류학적 분석과 DNA 분석, 콜라겐 분석을 통한 식생활 복원, 기생충 유무 확인을 위한 골반 주변 토양 분석 등을 하고 있다. 참고로, 뼈는 당시 사람들의 체질적 특성이나 인구 구조, 질병 및 건강 상태, 식생활, 유전적 특성 등을 밝혀낼 수 있는 중요한 자료다.
2021년의 조사 결과로 월성 기초부 공사를 끝내고 성벽을 거대하게 쌓아 올리기 전, 성벽과 문지가 견고하게 축조되길 바라는 인신공희가 거행되었음을 알 수 있었다. 이번 조사에서는 2017년에 보고된 50대 남녀 인골에 더해 성인 여성 인골과 동물뼈 등을 추가로 확인했다. 이번에 확인된 여성 인골은 이전과 달리 곡옥 모양의 유리구슬을 엮은 목걸이, 팔찌를 착용하였고, 키가 약 135cm 전후로 체격이 왜소했던 것으로 추정된다. 동물뼈는 말, 소 등 대형 포유류로 추정되며, 늑골 부위 위주로 선별하여 제물로 바쳐졌다.
인신공희 지점에서 북서쪽 방향으로 약 10m 정도 떨어진 곳에는 1985년과 1990년 시굴·발굴조사에서 출처 불명의 인골 20구 이상이 일괄적으로 확인된 바 있는데, 이번에 밝혀진 월성의 축성 작업과 비교한 결과, 이들 인골 또한 성벽 축조 과정과 관련하여 묻힌 것으로 밝혀졌다.

## 복원
2025년까지 복원을 위해 국비 1천890억원, 지방비 810억원 등 2천700억원을 투입한다. 우선 2017년까지 140억원을 투입해 월성 발굴 조사 및 기초 학술 연구를 진행하고 궁궐 핵심의 복원에 착수한다. 경북도와 경주시는 발굴 조사 성과를 토대로 복원 가능한 유구(옛 물건) 등의 복원을 추진할 예정이다.

## 같이 보기
- 동궁과 월지
- 국립경주문화재연구소
- 인신공양

## 주해
1. ↑  삼국유사의 문무왕의 탈해이사금 꿈에 관한 설화를보면 탈해왕릉이 월성 안에 있었던 것으로 추정되므로 탈해이사금이 금성 북쪽 양정구(壤井丘)에 묻혔다는 삼국사기 기록과 일치한다. 그리고 탈해이사금이 소천구(疏川丘), 즉 양정구에 묻힌 후한 시기 한자음으로는 ‘疏(소)’와 ‘沙(사)’가 같았으므로, 탈해왕릉이 사천(沙川: 남천) 가의 구릉, 즉 월성 언덕에 있었음을 다시 한 번 입증한다.
2. ↑  도당산토성, 남산토성, 월성이 에워싸고 있고, 가까운 탑동에는 건국초기 주도세력의 유적인 오릉과 나정이 있으며, 탑동에서 원삼국시기의 목관묘까지 발견되었다.
3. ↑  운두雲頭위에 기둥이 앉을 자리를 높여주는 받침을 말한다.
4. ↑  하방下防이 기둥 밑 선에 설치될 때, 하방을 받치는 별도의 받침석을 말한다.
5. ↑  카프탄은 터키, 아라비아 등 이슬람 문화권에서 폭넓게 착용되는 셔츠양식의 긴 의상이다.
6. ↑  주공은 중국 주나라 무왕의 동생의 이름으로, 지는 이름 뒤에 붙는 어미이다.
7. ↑  안두는 녹두나 완두로 추정된다.
8. ↑  인주 설화란, 사람을 기둥으로 세우거나 주춧돌 아래에 묻으면 제방이나 건물이 무너지지 않는다는 내용의 설화를 말한다. 《고려사》 충혜왕 4년(1343년)에 전하기를 ‘왕이 민가의 어린아이를 잡아다가 새로 짓는 궁궐의 주춧돌 아래에 묻는다’라는 유언비어가 돌았다고 한다.

## 참고 자료
- 경주 월성 - 국가유산청 국가유산포털
- 이 문서에는 국립경주문화재연구소에서 공공누리 제1유형으로 배포된 자료를 바탕으로 한 내용이 포함되어 있습니다.
- 이 문서에는 문화재청에서 공공누리 제1유형으로 배포된 자료를 바탕으로 한 내용이 포함되어 있습니다.